# Raorchestes theuerkaufi
Raorchestes theuerkaufi es una especie de anfibio anuro de la familia Rhacophoridae.

## Distribución geográfica
Esta especie es endémica de Kerala en la India. Habita a unos 1393 m sobre el nivel del mar en el distrito de Idukki en Ghats occidentales

## Descripción
El holotipo de Raorchestes theuerkaufi, de una hembra adulta, mide 31 mm. Su dorso es de color rojo ladrillo con marcas oscuras irregulares incluso en sus extremidades. Su lado ventral es blanco.

## Etimología
El nombre de la especie, theuerkaufi, le fue dado en honor a Wolfgang Theuerkauf, director naturalista y botánico del Jardín Botánico Gurukula, en el distrito de Kerala's Wayanad, y gracias por sus esfuerzos para preservar las especies, plantas raras y endémicas del sur de Ghats occidentales.

## Publicación original
- Zachariah, Dinesh, Kunhikrishnan, Das, Raju, Radhakrishnan, Palot &, Kalesh, 2011: Nine new species of frogs of the genus Raorchestes (Amphibia: Anura: Rhacophoridae) from southern Western Ghats, India. Biosystematica, vol. 5, p. 25-48[4]